# 彼得黑德
彼得黑德（英语：Peterhead；苏格兰盖尔语：Ceann Phàdraig；低地苏格兰语：Peterheid），是英国苏格兰阿伯丁郡的一个城镇，位于阿伯丁郡东部。总人口18,537（2011年）。彼得黑德是阿伯丁郡人口最多的居民点，地理上是苏格兰本土陆地的最东端。